# Rockefeller Family Fund

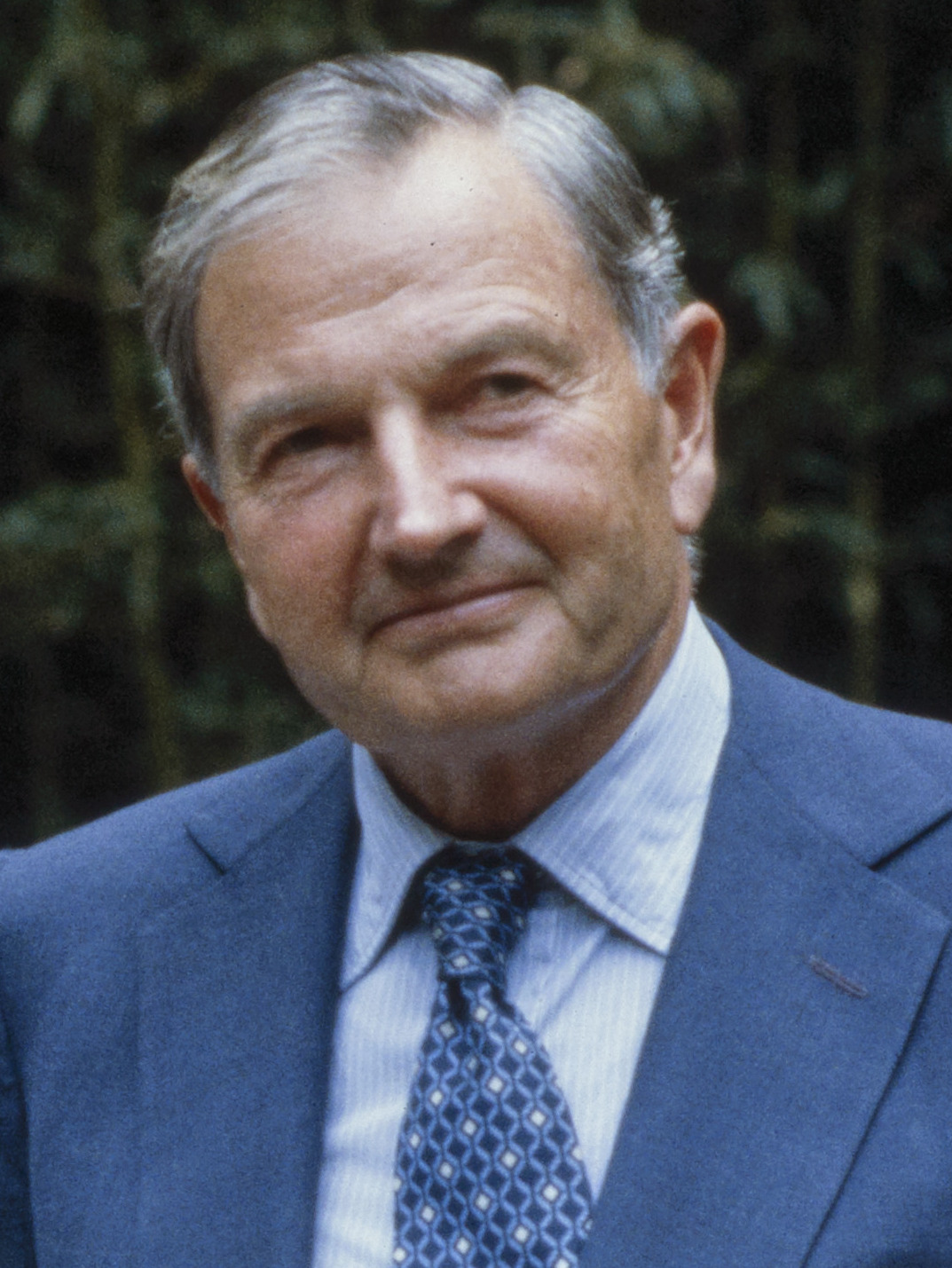
David Rockefeller (1984)

Der Rockefeller Family Fund (RFF) ist eine in amerikanische, philanthropische  familiengeführte öffentliche Stiftung, die strategische Bemühungen zur Förderung einer „nachhaltigen, gerechten, freien und partizipativen Gesellschaft“ initiiert und fördert.  Präsident ist Miranda Kaiser, eine Ur-Enkelin von David Rockefeller. Der RFF ist in Bereichen wie Umweltschutz, Förderung der wirtschaftlichen Gleichberechtigung von Frauen und der Unterstützung von sozial schwachen Bürgern und Flüchtlingen tätig.

## Geschichte
Der Rockefeller Family Fund wurde 1967 von Martha, John, Laurance, Nelson und David Rockefeller gegründet. Die „Cousins“, wie die Enkel von John D. Rockefeller Jr. genannt wurden, waren bereits in den 1960er Jahren wichtige Unterstützer der linken Gegenkultur. Nachdem die Witwe von John D. Rockefeller Jr., Martha Baird Rockefeller, im Jahr 1971 starb, hinterließ sie  72 Millionen Dollar für wohltätige Zwecke – darunter 10 Millionen Dollar für den RFF. Dieses neue Stiftungsvermögen löste starke Diskussion unter den Cousins und Cousinen aus, darüber, wofür das Geld verwendet werden sollte.  Laurance Rockefellers Tochter Marion schrieb in einem internen Memo für die anderen Cousins: „Wir sehen es als unsere Aufgabe an, die politischen und wirtschaftlichen Kräfte anzugreifen, die den steuerlich absetzbaren Beitrag aufrechterhalten[...] Wir denken, dass der Fonds die Pflicht hat, Organisationen wie American Friends Service Committee, Friends of the Earth, Pacifica-Radio, American Documentary Films [...] unabhängig von ihrem Steuerstatus zu unterstützen.“ Der Rockefeller Family Fund ist seither eine linke Stiftung.
Heute fördert der RFF primär drei Bereiche:
Umwelt, in dem Bereich Klimawandel und Stilllegung von Kohlekraftwerken
Wirtschaftliche Gleichberechtigung für Frauen, deren wichtigster Punkt darin besteht, Lobbyarbeit zu betreiben, um die Zahl der bezahlten Krankheitstage für berufstätige Frauen zu erhöhen
Demokratiearbeit, wobei der Schwerpunkt auf der „Verabschiedung von Gesetzen zur automatischen und dauerhaften Registrierung aller Wähler“ liegt.
RFF wurde häufiger Astroturfing vorgeworfen, um Ziele schneller zu erreichen.